# Fawzi Selu

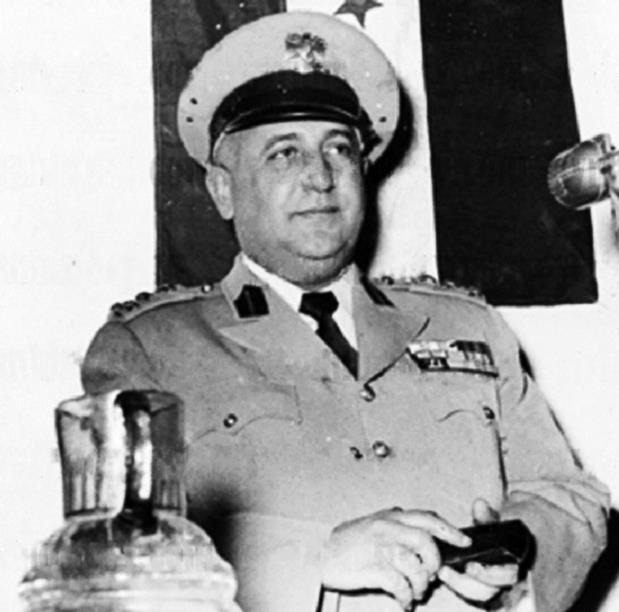
Faouzi Sélou (1952)

Fawzi Selu (arabisch فوزي السلو Fauzi as-Silu, französisch Faouzi Selou, * 1905; † 1972 in Saudi-Arabien) war ein syrischer Militärführer, Politiker sowie Staatspräsident der Syrischen Republik (3. Dezember 1951 bis 11. Juli 1953).

## Leben
Fawzi Selu studierte an der Militärakademie Homs und trat einer französischen Spezialeinheit bei, als Frankreich sein Mandat des Völkerbunds über Syrien im Juli 1920 übernahm. Seine Militärkarriere verlief erfolgreich. Als sich Syrien 1946 völlig von Frankreich loslöste, wurde er Direktor der Militärakademie.
Während des ersten arabisch-israelischen Krieges 1948 lernte er den damaligen Generalstabschef Husni az-Za'im kennen. Als Husni al-Za'im im März 1949 nach einem Militärputsch an die Macht kam, setzte er Selu zum Militärattaché bei den Waffenstillstandsverhandlungen zwischen Syrien und Israel ein. Selu signalisierte, unterstützt durch Za'im, die Bereitschaft zu einer umfassenden Friedensregelung mit Israel, einschließlich einer endgültigen Grenzvereinbarung, er trat ein für die Regelung der palästinensischen Flüchtlingsfrage und die Einrichtung einer syrischen Botschaft in Tel Aviv ein. Diese Politik rief bei arabischen Nationalisten jedoch Widerstände hervor. Im August 1949 wurde Za'im durch einen blutigen Coup d'État gestürzt und getötet. Eine zivile Regierung unter der nationalistischen Führung von Haschim Chalid al-Atassi übernahm die Macht. Atassi bestätigte die Waffenstillstandsvereinbarung, lehnte aber einen Frieden mit Israel entschieden ab. 
Selu verbündete sich mit dem militärisch einflussreichen General Adib asch-Schischakli, der Präsident Atassi dazu bewog, Fawzu Selu in drei Kabinetten zum Minister für Verteidigung zu ernennen. Nachdem Shishakli schließlich im November 1951 in einem unblutigen Staatsstreich die Macht ergriffen hatte, trat Atassi als Präsident zurück. Schischakli ernannte daraufhin Selu als Präsident, Premierminister und Chef des Stabes, unter Beibehaltung der realen Macht für sich selbst mit der weniger öffentlichen Rolle des stellvertretenden Generalstabschefs. Die beiden Männer errichteten einen Polizeistaat und unterdrückten praktisch die gesamte Opposition. 
Unter der Leitung von Schischakli und Selu verbesserten sich die Beziehungen mit Jordanien, die erste syrische Botschaft wurde in Amman eröffnet. Er versuchte auch bessere Beziehungen mit dem Libanon, Ägypten und Saudi-Arabien zu erreichen.
Doch zwischen Schischakli und Selu kam es immer mehr zu Meinungsverschiedenheiten. Am 11. Juli 1953 entmachtete Schischakli den Präsidenten Selu und ernannte sich selbst zum Staatschef. Schließlich wurde Schischakli im Februar 1954 durch einen Staatsstreich gestürzt. Ein Militärgericht in Damaskus sprach den inzwischen im Ausland lebenden Ex-Präsidenten Selu wegen Korruption, Amtsmissbrauch, und rechtswidriger Verfassungsänderungen schuldig. Er wurde in Abwesenheit zum Tode verurteilt. Fawzi Selu floh nach Saudi-Arabien und wurde ein Militärberater von König Saud und später von dessen Bruder König Faisal.
Fawzi Selu starb 1972 im saudischen Exil.
| Personendaten    | Personendaten        |
| ---------------- | -------------------- |
| NAME             | Selu, Fawzi          |
| ALTERNATIVNAMEN  | Selu, Fewsi          |
| KURZBESCHREIBUNG | syrischer Staatsmann |
| GEBURTSDATUM     | 1905                 |
| STERBEDATUM      | 1972                 |
| STERBEORT        | Saudi-Arabien        |